# Motmot à tête bleue
Pour les articles homonymes, voir Tête bleue.
Momotus coeruliceps
Espèce
Synonymes
- Prionites coeruliceps Gould, 1836
(protonyme)

Statut de conservation UICN

 LC  : Préoccupation mineure
Le Motmot à tête bleue (Momotus coeruliceps) est une espèce d'oiseaux de la famille des Momotidae.

## Répartition
Cet oiseau vit dans le Nord-Est du Mexique.